# Eadmer de Cantuária
Edmero de Cantuária (c. 1060 – ca. 1126 (66 anos)), também chamado de Eadmer, foi um historiador, teólogo e um clérigo inglês. Ele é conhecido por ter sido o biógrafo de seu contemporâneo e companheiro, Santo Anselmo, o arcebispo de Cantuária, em sua Vita Anselmi e por sua Historia novorum in Anglia, que apresenta a faceta pública de Anselmo. A história de Eadmer foi escrita para apoiar a primazia de Cantuária sobre Iorque, uma preocupação central de Anselmo.

## Vida
Edmero nasceu de pais anglo-saxões pouco antes da conquista normanda da Inglaterra em 1066. Ele se tornou um monge no mosteiro beneditino na Igreja de Cristo, em Cantuária, onde ele conheceu Anselmo, que estava visitando a Inglaterra na época, em suas funções de abade da Abadia de Bec. A relação se renovou quando Anselmo se tornou o arcebispo de Cantuária em 1093. Depois disso, Edmero não era mais apenas um discípulo de Anselmo, mas também seu amigo e diretor, sendo formalmente apontado para esta posição pelo Papa Urbano II. Em 1120, ele foi nomeado bispo de St. Andrews (Cell Rígmonaid), mas como os escoceses não reconheciam a autoridade da sé episcopal de Cantuária, ele jamais foi consagrado e, logo em seguida, ele renunciou aos seus anseios de bispo. Acredita-se que sua morte tenha ocorrido em ou depois de 1126.
Edmero também deve ser creditado como sendo um dos primeiros proponentes sérios da doutrina católica da Imaculada Conceição da Virgem Maria quando ele defendeu as tradições populares em sua De Conceptione sanctae Mariae.

## Obras
Edmero deixou um grande número de obras, a mais importante sendo a sua Historia novorum in Anglia, que lida principalmente com a história da Inglaterra entre 1066 e 1122. Embora ele estivesse preocupado principalmente com assuntos eclesiásticos, a Historia, os acadêmicos concordam, é um dos mais capazes e mais valiosos escritos de seu tipo. Ele foi editado pela primeira vez por John Selden em 1623 e, juntamente com a Vita Anselmi de Edmero, foi editado por Martin Rule para a Rolls Series (Londres, 1884).
A Vita Anselmi, escrita antes de 1124, e impressa pela primeira vez em Antuérpia em 1551 é, provavelmente, a melhor biografia contemporânea de um santo. De menor importância são as biografias de São Dunstano, São Bregowine, arcebispo de Cantuária, e Santo Osvaldo, arcebispo de Iorque. Os manuscritos da maior parte das obras de Edmero estão preservados na biblioteca do Corpus Christi College, em Cambridge.